# Barytettix contilus
Barytettix contilus är en insektsart som beskrevs av Ferdinand Julius Cohn och Cantrall 1974. Barytettix contilus ingår i släktet Barytettix och familjen gräshoppor.

## Underarter
Arten delas in i följande underarter:
- B. c. contilus
- B. c. dicranatus
- B. c. hiscatus
- B. c. similis
- B. c. tectatus